# Sagarejo
Sagarejo (in georgiano საგარეჯო?) è un comune della Georgia, situato nella regione della Cachezia.